# Большой Казыр
Большой Казыр — река в России, протекает по Аскизскому району Республики Хакасия. Устье реки находится в 732 км от устья Томи по правому берегу. Длина реки составляет 39 км.

## Притоки
- 8 км: река Сургас
- 8 км: река Чабыл-Пут
- 12 км: река Малый Казыр

## Данные водного реестра
По данным государственного водного реестра России относится к Верхнеобскому бассейновому округу, водохозяйственный участок реки — Томь от истока до города Новокузнецк, без реки Кондома, речной подбассейн реки — Томь. Речной бассейн реки — (Верхняя) Обь до впадения Иртыша.